# Гексацианоферрат(III) натрия
Гексацианоферрат(III) натрия — неорганическое соединение,
соль натрия и гексацианожелезной(III) кислоты 
с формулой Na3[Fe(CN)6],
красные кристаллы,
растворяется в воде,
образует кристаллогидрат.

## Получение
- Реакция хлорида железа(III) и цианистого натрия:

{\displaystyle {\mathsf {FeCl_{3}+6NaCN\ {\xrightarrow {}}\ Na_{3}[Fe(CN)_{6}]+3NaCl}}}

## Физические свойства
Гексацианоферрат(III) натрия образует красные кристаллы.
Растворяется в воде, не растворяется в этаноле.
Образует кристаллогидрат состава Na3[Fe(CN)6]•H2O.